# Перса (село)
Перса (груз. ფერსა) — село в Грузии, на территории Ахалцихского муниципалитета края (мхаре) Самцхе-Джавахети.

## География
Село находится в южной части Грузии, на левом берегу реки Куры, на расстоянии приблизительно 6 километров (по прямой) к северо-востоку от города Ахалцихе, административного центра муниципалитета. Абсолютная высота — 1044 метра над уровнем моря.

## Население
По результатам официальной переписи населения 2014 года, в Персе проживало 223 человека (109 мужчин и 114 женщин). В национальной структуре населения грузины составляли 98,7 %, греки — 1,3 %.
| Год  | Население, человек |
| ---- | ------------------ |
| 2002 | 282                |
| 2014 | ↘ 223              |